# Wellington de Melo
Wellington de Melo é um escritor, editor e tradutor brasileiro. Doutorando em Teoria Literária pela Universidade Federal de Pernambuco, publicou diversos livros e tem textos traduzidos para o francês e para o espanhol. Coordenou a pasta de Literatura da Secretaria de Cultura do Governo de Pernambuco. Foi editor da Cepe Editora, da Companhia Editora de Pernambuco. É professor do Colégio de Aplicação da Universidade Federal de Pernambuco.

## Obra

### Romance
- Felicidade. São Paulo: Patuá, 2017.
- Estrangeiro no labirinto. Rio de Janeiro: Confraria do Vento, 2013.
- EMILIO. Recife: Cepe, 2023.

### Poesia
- Le chasseur de papillons. Clermont-Ferrand: Cosette Cartonera, 2016.
- O caçador de mariposas. Recife: Mariposa Cartonera, 2013.
- 5 poémes, 5 poemas (francês/português). Recife: Paés, 2013.
- o peso do medo 30 poemas em fúria. Recife: Paés, 2010.
- Azar - Poemas de mau-agouro. (Mímeo) Edição do autor, 2008.
- [desvirtual provisório]. Bauru: Canal6 Editora, 2008.
- O diálogo das coisas. Recife: Ed. Universitária, 2007.

## Mini-bio
Wellington de Melo publicou diversos livros de poesia e os mais recentes romances Felicidade (Patuá Editora) e Estrangeiro no labirinto (Confraria do Vento), este último semifinalista do Prêmio Portugal Telecom, além do livro O caçador de mariposas (Mariposa Cartonera), traduzido para o francês.  Organizou diversas antologias e eventos literários, como a FreePorto e o Festival Internacional de Poesia do Recife. Ocupou entre 2011 e 2017 o cargo de Coordenador de Literatura da Secretaria de Cultura de Pernambuco e foi editor-chefe da Companhia Editora de Pernambuco - Cepe. É editor do selo Mariposa Cartonera.  É professor do Colégio de Aplicação da Universidade Federal de Pernambuco. 

## Antologias e organizações
- Pasaporte, antología migratoria. (2017). Guayaquil: Pirata Cartonera; Clermont-Ferrand: Cosette Cartonera; San Salvador: Dadaif Cartonera.
- Tudo o que não foi. Antologia de contos. (2014). São Paulo: Carlini & Caniato.
- Prêmio Maria do Carmo Barreto Campello de Melo de poesia da Biblioteca de Afogados. (2010). Recife:Fundação de Cultura da Cidade do Recife.
- Ventos do povo. Antologia poética de Miguel Hernández. (2010) Com Lucila Nogueira e Juan Pablo Martín. Recife:Instituto Cervantes.
- Tudo aqui fora escrito tudo fora escrito ali. (2009) - Com Artur Rogério e Bruno Piffardini (orgs.). Recife: Paés.
- A musa roubada. (2007) - Com Lucila Nogueira (org.). Livro de poemas inéditos de Terêza Tenório. Recife: CEPE.

## Crítica
- Paulo Caldas - (2018) A felicidade está em quem semeia. Publicado na revista Algo Mais.
- Haron Gamal - (2018) A última miragem. Publicado no Jornal Rascunho.
- Renata Beltrão - (2018) Os abismos da cidade. Publicado no blog Lombada Quadrada.
- Ney Anderson - (2018) Movimento contra a verticalização urbana é a base do romance “Felicidade”, de Wellington de Melo. Publicado no Angústia Criadora[9]
- Fellipe Torres - (2018) Um Pernambuco de Cavalcantis e Cavalgados. Publicado originalmente no Diario de Pernambuco[10]
- Bianca Campello Rodrigues Costa - (2015) O caçador de mariposas: um encontro entre paternidade, autismo infantil e poesia. Trabalho apresentado no evento Pernambucanidade Viva, Faculdade Frassinetti do Recife (Fafire).
- Cristiano Ramos - (2015) O pai, o caçador, a poesia. Publicado no site Café Colombo.
- Rodrigo Casarin - (2014) Goleada histórica. Publicado no Jornal Rascunho.
- Raimundo Carrero - (2014) Um romance quântico de muitas vozes. Publicado no Jornal Rascunho.
- Micheliny Verunschk - (2014) Decifra-me te devoro assim mesmo. Publicado no portal Musa Rara.
- Telma Scherer - (2011) O peso do medo, de Wellington de Melo. Publicado no site Artistas Gaúchos.[11]
- Cristiano Ramos - (2010) As coisas, o medo e depois. Publicado no site NotaPE.
- André Cervinskis - (2010) Novo cenário da Literatura em Pernambuco: Urros Masculinos. In Outros ensaios de circunstâncias, Ed. Universitária.
- Johnny Martins - (2010) Prefácio. In o peso do medo 30 poemas em fúria. Recife: Editora Paés.
- Bruno Piffardini - (2010) O medo: elogio à coragem. In o peso do medo 30 poemas em fúria. Recife: Editora Paés.
- André de Sena - (2010) Visões do Ultrarromantismo: melancolia e modo ultrarromântico. Tese de Doutoramento, Universidade Federal de Pernambuco. p. 515-517.
- Johnny Martins - (2009) A poética cyborg de Wellington de Melo. In Revista Agulha, n. 70.
- Maria do Carmo Barreto Campello - (2008) Prefácio. In [desvirtual provisório]. Bauru:Canal6 Editora.
- Lucila Nogueira - (2007) - O diálogo das coisas segundo Wellington de Melo. In O diálogo das coisas. Recife: Ed. Universitária.